# Goudbes
De goudbes (Physalis peruviana), ananaskers, incabes, Kaapse kruisbes, kaibes of Kaapse goudbes is een tot twee meter hoge, overblijvende, kruidachtige plant uit de nachtschadefamilie (Solanaceae). De plant heeft breed vertakte zijscheuten. Het blad, de bloemsteel en de kelk zijn zacht behaard. De afwisselend geplaatste bladeren zijn 10-17 cm lang, groen en hartvormig, met gekartelde randen. De bloemen komen solitair uit de bladoksels en vertakkingen van stengels. De klokvormige kelk bestaat uit vijf driehoekige delen. Na de bloei vormt de kelk zich tot een omhulsel van de bes.
De vrucht is een oranje, 1-2 cm grote bes, die omhuld blijft door de lichtbruine kelk. Het sappige, lichtoranje vruchtvlees bevat kleine zaden. Het smaakt aromatisch en zoet tot zoetzuur. De vrucht, de goudbes, wordt in Nederland vooral rond de kerstperiode in de supermarkt aangeboden, maar de vruchten kunnen het hele jaar op de markt worden gekocht. Vaak worden ze in de handel aangeboden onder de geslachtsnaam Physalis. In gedroogde vorm worden ze wegens vermeende voordelen voor de gezondheid vermarkt als "superfood" onder naam incabes. Andere soorten uit hetzelfde geslacht met eetbare vruchten zijn de tomatillo (P. philadelphica) en de nauw verwante grondkers (P. pruinosa).
De goudbes komt van nature voor in de Andes maar wordt wereldwijd in tropische en subtropische gebieden gekweekt. In Nederland en België komt de plant verwilderd voor en kan hij als kamerplant of in de tuin worden gekweekt.
De naam Kaapse kruisbes is een foutieve vertaling van de Engelse naam cape gooseberry, naar het omhulsel van de vrucht dat eruitziet als de cape of capuchon die door monniken werd gedragen. De naam verwijst dus niet naar Kaap de Goede Hoop.

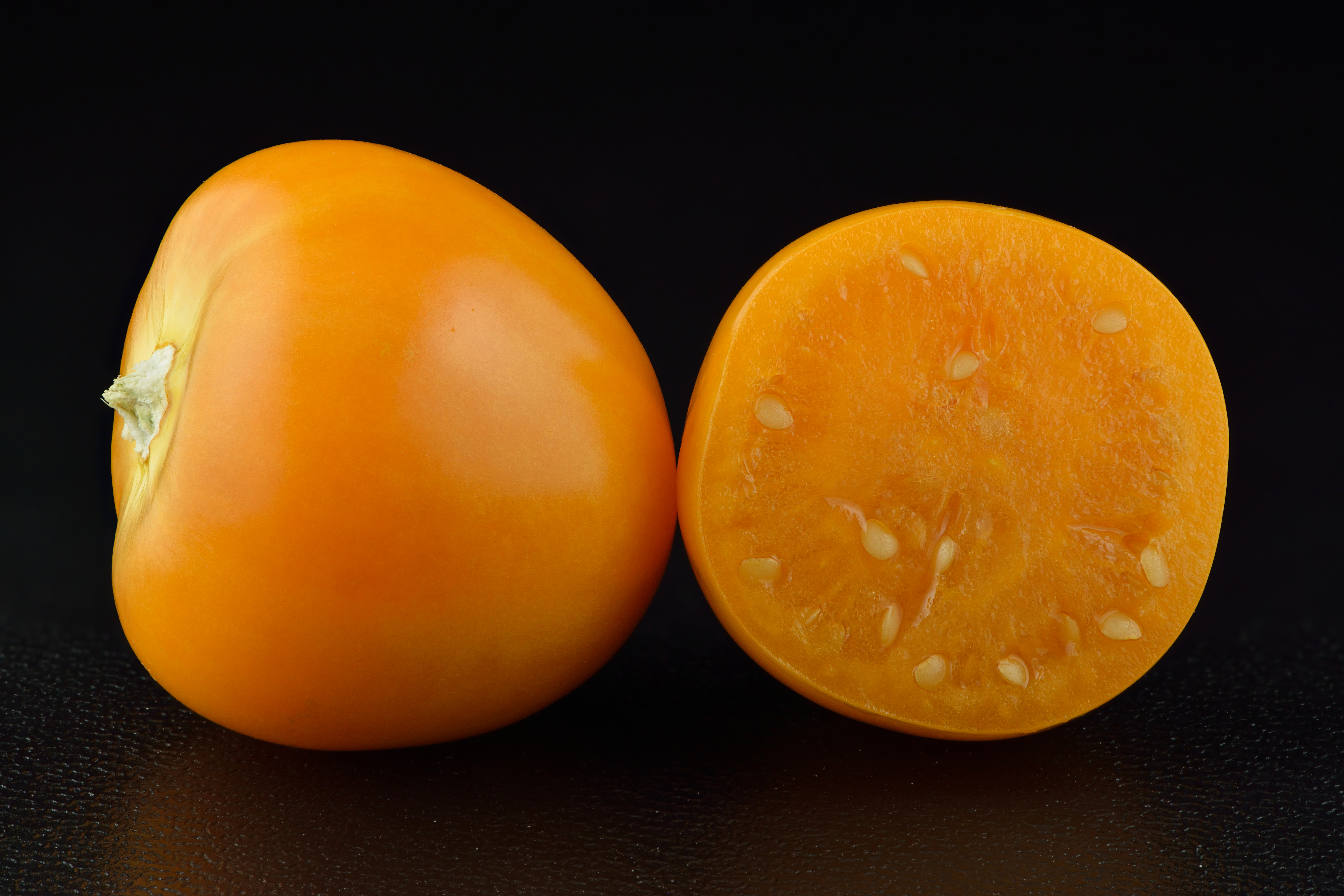
close-up vrucht
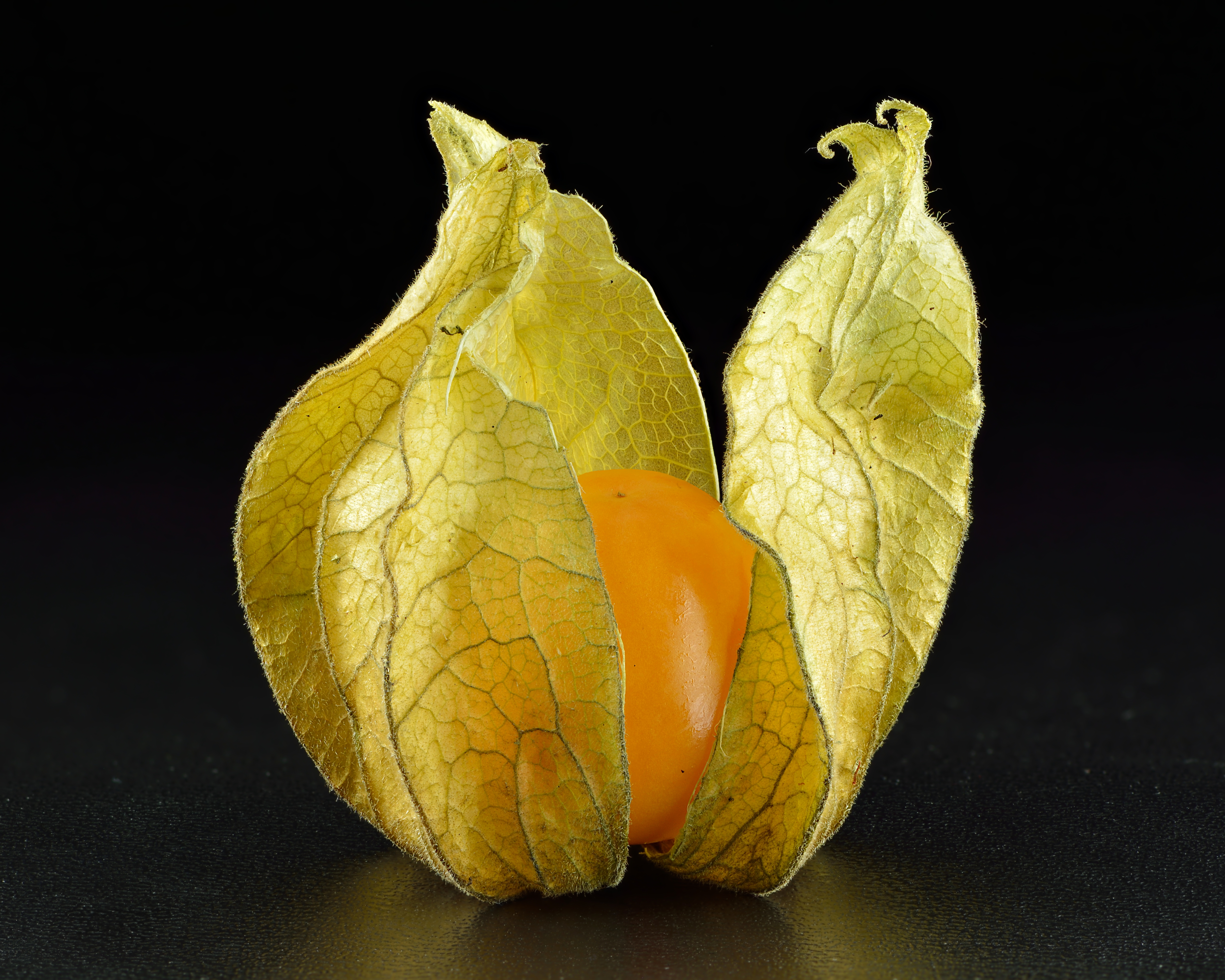
close-up vrucht
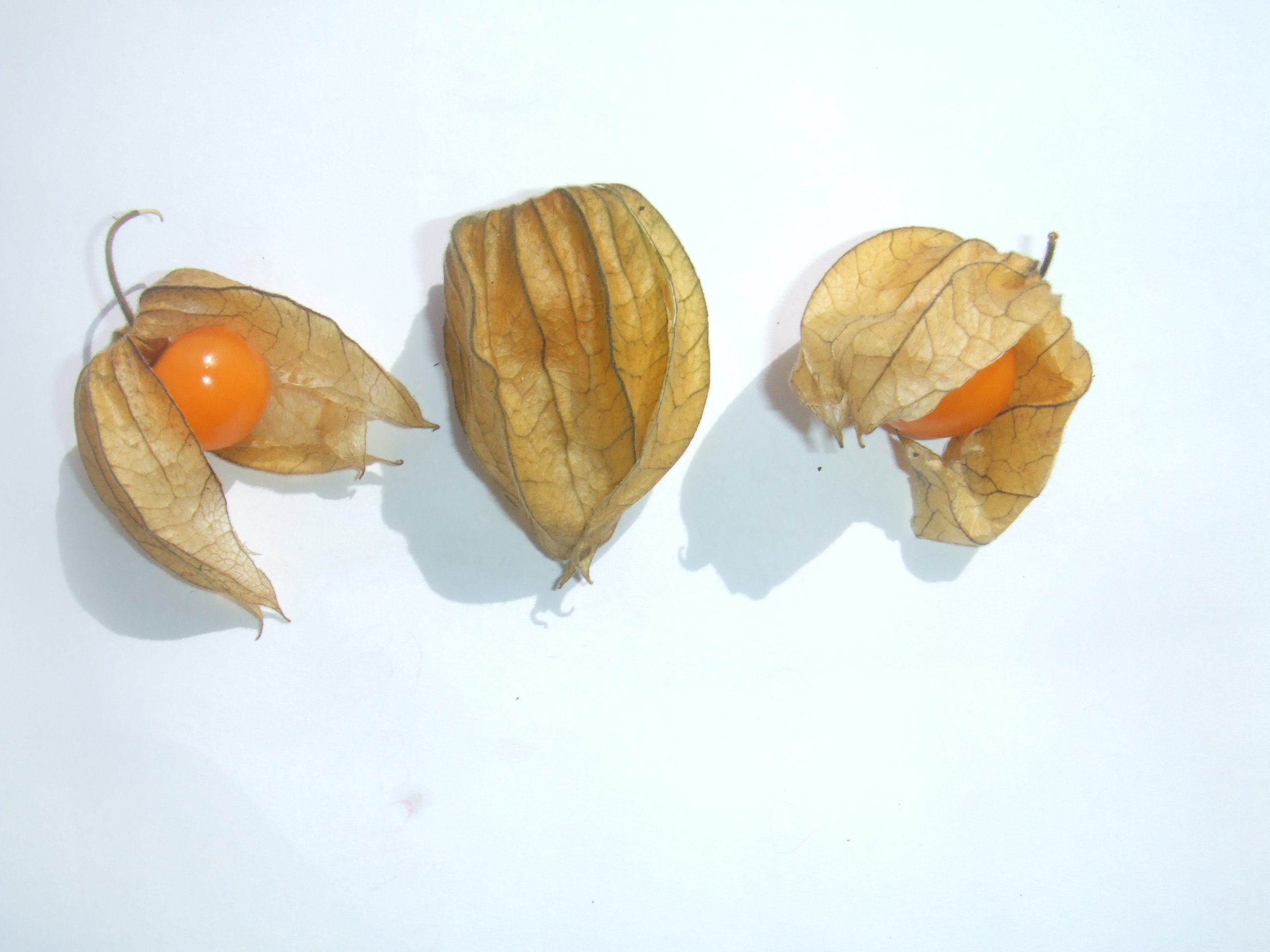
vruchten omhuld door de kelk